# 静岡県道108号宇佐美停車場線
静岡県道108号宇佐美停車場線（しずおかけんどう108ごう うさみていしゃじょうせん）は、静岡県伊東市内を通る一般県道である。

## 概要

### 路線データ
- 起点：宇佐美停車場
- 終点：静岡県伊東市宇佐美（国道135号交点）

## 沿革
- 1960年（昭和35年）4月1日 - 認定[1]

## 地理

### 通過する自治体
- 静岡県伊東市

### 接続する道路
- 伊東市道（起点：宇佐美駅前）
- 国道135号（終点：宇佐美駅入口交差点）

### 周辺
- JR伊東線 宇佐美駅
- 伊東市役所 宇佐美出張所
- 伊東市立宇佐美小学校
- 伊東市立宇佐美中学校
- 宇佐美郵便局
- 宇佐美海水浴場
- 宇佐美温泉
- JAあいら伊豆本店